# Твердиська сільська рада
Тверди́ська сільська рада (рос. Твердышский сельский совет) — сільське поселення у складі Каргапольського району Курганської області Росії.
Адміністративний центр — селище Твердиш.
Населення сільського поселення становить 240 осіб (2017; 371 у 2010, 454 у 2002).

## Склад
До складу сільського поселення входять:
| Населений пункт     | Населення, осіб (2002) | Населення, осіб (2010) |
| ------------------- | ---------------------- | ---------------------- |
| Твердиш, селище     | 341                    | 291                    |
| Шадрінський, селище | 113                    | 80                     |